# 1135
1135 (MCXXXV) je bilo navadno leto, ki se je po julijanskem koledarju začelo na torek.

## Dogodki

### Evropa
- 7. januar -  Norveški kralj Magnus III. stori hudo napako, ko po zmagi nad drugim pretendentom Haraldom Gillesom razpusti vojsko. Le-ta se okrepljen vrne iz izgnanstva na Danskem, ujame Magnusa III. in ga iznakazi z oslepitvijo, kastracijo in odsekanjem noge. Odstavljeni Magnus III. torturo preživi in je nato pomenišen.
- 26. maj:
  - Alfonz VII., kralj Kastilije, Leona, Galicije in Toleda, je kronan za "Cesarja celotne Španije" (Imperator totius Hispaniae).
  - Požar v Londonu močno poškoduje Katedralo sv. Pavla in Londonski most.
- junij - Siciljski kralj Roger II. osvoji Kneževino Kapuo in jo preda svojemu sinu Alfonzu. Dosedanji knez Robert II. Kapuanski se zateče v Piso po pomoč.
- 4. avgust - Pisanska flota, ki je v službi kapuanskega kneza Roberta II. v vojni proti sicilskemu kralju Rogerju II., kot obliko plačila opleni konkurenčno pomorsko mesto Amalfi.
- 10. avgust - Pomeranski vojvoda Ratibor I. uniči norveško obalno mesto Konghelle, pobije večino prebivalstva in preživele proda v suženjstvo.
- 1. december - Umrlega angleškega kralja in normandijskega vojvodo Henrika I. nasledi njegov nečak grof Štefan Bloiški. Henrikova hči Matilda, vdova rimsko-nemškega cesarja Henrika V., na novo poročena z anžujskim grofom Godfrejem V. se temu imenovanju upre. Boj za nasledstvo med Štefanom in Matildo traja skoraj dvajset let in je znano kot obdobje Anarhije.
- Nesojeni italijanski kralj Konrad Hohenstaufovski se je prisiljen odpovedati lombardski Železni kroni in priznati Lotarja III. za cesarja Svetega rimskega cesarstva. Cesar Lotar III. Konrada pomilosti in mu vrne posesti.
- Harald Kesja, en od podpornikov ubitega danskega kralja Nielsa se vrne na Dansko in razglasi za protikralja Haralda IV., vendar je hitro poražen. Novi danski kralj Erik Emune ga ukaže obglaviti skupaj z njegovimi osmimi sinovi.
- Prva omemba Düsseldorfa.

### Bližnji vzhod in Afrika
- 14. junij: abasidski kalif Bagdada Al-Mustaršid poskusi pri prevzemu oblasti izigrati titularnega seldžuškega velikega sultana Ghiyath ad-Din Mas'uda, ki upor zatre.↓
- 29. avgust → Dva meseca kasneje Al-Mustaršida ubijejo Asasini. ↓
- 8. september → Umorjenega abasidskega kalifa nasledi njegov sin Al-Rašid, ki se poveže z Zengijem proti seldžuškemu velikemu sultanu.
- Ker mu dvorniki strežejo po življenju, poskusi emir Damaska Shams al-Mulk Ismail predati mesto mosulskemu in alepskemu atabegu Zengiju, vendar emirja vseeno umorijo. Zengi mesto brez uspeha oblega, Damask nasledi brat umorjenega Ismaila Šihab ad-Din Mahmud.
- Sicilski kralj Roger II. osvoji otok Džerbo in jo napravi za bazo kasnejših osvajanj po Ifrikiji.
- Vrhunec protiofenzive bizantinskega cesarja Ivana II. Komnena proti Seldžukom v Mali Aziji.
- Jeruzalemska kraljica Melisenda politično nadvlada svojega soproga, kralja Fulka Anžujskega.

### Daljni vzhod
- 10. februar: umrlega cesarja Taizonga (dinastija Jin) nasledi nečak Xizong.
- Kitajski general Yue Fei, dinastija Južni Song, po uspešnem odbitju več poskusov invazij s strani dinastije Jin, preide v protiofenzivo.

## Rojstva
- 3. februar - Inge III., norveški kralj († 1161)

Neznan datum
- Abu Jakub Jusuf I., almohadski kalif († 1184)
- Herman IV., badenski mejni grof, križar († 1190)
- Hugo iz Lincolna, angleški škof, svetnik († 1200)
- Humbert III., savojski grof († 1189)
- Joahim iz Fiore, italijanski mistik in teolog († 1202)
- Konrad II. Oton, češki vojvoda, moravski mejni grof († 1191)
- Konrad Hohenstaufen, pfalški grof († 1195)
- Mojzes ben Majmon, latinizirano Maimonides, španski judovski teolog, pravnik, rabin, zdravnik, filozof († 1204)
- Nikazij Sicilski, vitez hospitalec, svetnik († 1187)
- Rhodri ab Owain, valižanski kralj Gwynedda († 1195)
- Rudolf Zähringenški, škof Lütticha, križar († 1191)
- Vilijem iz Newburgha, angleški zgodovinar († 1198)
- Welf VII., toskanski markiz († 1167)
- Zhu Shuzhen, kitajska pesnica († 1180)

## Smrti
- 4. junij - cesar Huizong, kitajski cesar iz dinastije Song (* 1082)
- 29. avgust - Al-Mustaršid, abasidski kalif (* 1092)
- 1. december - Henrik I., angleški kralj (* 1068)
- Harald Kesja, danski protikralj (* 1080)
- Milarepa, tibetanski budistični jogi, filozof, pesnik (* 1052)
- Šams al-Mulk Ismail, emir Damaska
- Yuanwu Keqin, kitajski čan budistični menih (* 1063)